# サーチライト・ピクチャーズ
サーチライト・ピクチャーズ（Searchlight Pictures, Inc.）は、主にインディーズ映画やアート映画の製作・配給・販売を行っているアメリカ合衆国の映画会社。旧社名はフォックス・サーチライト・ピクチャーズ（Fox Searchlight Pictures, Inc.）。

## 概要
1994年に20世紀フォックス（現在の20世紀スタジオ）経営陣は、アート映画市場へ参入するための子会社設立を発表する。その年の7月には、当時サミュエル・ゴールドウィン・スタジオ所属だったトーマス・ロスマンを社長に招き、フォックス・サーチライト・ピクチャーズの社名がつけられた。
2006年にはサブ・レーベルのフォックス・アトミックを立ち上げて、『Turistas』を配給。映画のジャンルによって製作・配給業務の細分化を進めている。フォックス・サーチライトの配給で、過去最高興行収入を記録した作品は『JUNO/ジュノ』。現在、アメリカ国内で1億4344万1554ドル、全世界分を含めて2億2720万910ドルの興行収入を上げている。
2008年に『スラムドッグ$ミリオネア』が本社初のアカデミー作品賞を受賞した。それ以降の10年間で、同賞を3回受賞している（2013年『それでも夜は明ける』、2014年『バードマン あるいは（無知がもたらす予期せぬ奇跡）』、2017年『シェイプ・オブ・ウォーター』）。
2013年からは、親会社のニューズ・コーポレーションが分社したことによって発足した、21世紀フォックスの子会社となる。2019年にはウォルト・ディズニー・カンパニーが約8兆円で21世紀フォックスを買収、現在はウォルト・ディズニー・スタジオの傘下であり、ウォルト・ディズニー・モーション・ピクチャーズ・グループの一員になっている。
本社の映画作品は今後もストリーミング配信ではなく劇場公開を前提にしていく方針であり、ウォルト・ディズニー・スタジオのアラン・ホルン会長は「全面的に支援する」と述べている。2020年1月17日、同年2月14日米公開の『ダウンヒル』からサーチライト・ピクチャーズへと社名を変更することが、ディズニー社より発表された。

## 作品
※日本での配給・ソフト発売が、20世紀スタジオ、ウォルト・ディズニー・ジャパン、ないしは異なる配給会社の場合も含む。
1990年代
- マクマレン兄弟 - The Brothers McMullen
- ガール6 - Girl 6
- 魅せられて - Stealing Beauty
- スティーヴン・フリアーズのザ・ヴァン ‐ The Van
- 彼女は最高 - She's the One
- リチャードを探して - Looking for Richard
- シークレット・エージェント ‐ The Secret Agent
- 陰謀のシナリオ ‐ Smilla's Sense of Snow
- ブラッド&ワイン - Blood and Wine
- ラブ&カタストロフィ ‐ Love and Other Catastrophes
- Paradise Road ※日本での公開無し
- Intimate Relations ※日本での公開無し
- Star Maps ※日本での公開無し
- フル・モンティ - The Full Monty
- ニル・バイ・マウス - Nil by Mouth
- アイス・ストーム - The Ice Storm
- オスカーとルシンダ - Oscar and Lucinda
- マンハッタン恋愛事情 - Two Girls and a Guy
- シューティング・フィッシュ - Shooting Fish
- Fカップの憂うつ - Slums of Beverly Hills
- 従妹ベット - Cousin Bette
- 自由な女神たち - Polish Wedding
- インポスターズ - The Impostors
- ウェイクアップ!ネッド - Waking Ned
- 20 Dates ※日本での公開無し
- マイ・スウィート・シェフィールド - Among Giants
- 真夏の夜の夢 - A Midsummer Night's Dream
- 完全犯罪 - Best Laid Plans
- Whiteboyz ※日本での公開無し
- ボーイズ・ドント・クライ - Boys Don't Cry
- 禁断のエヴァ - Dreaming of Joseph Lees
- タイタス - Titus

2000年
- クローサー・ユー・ゲット（ビデオ題：アメリカン・ウーマン） - The Closer You Get
- Soft Fruit ※日本での公開無し
- ウーマン・オン・トップ - Woman on Top
- クイルズ - Quills
- タップ・ドッグス - Bootmen
- Chinese Coffee ※日本での公開無し

2001年
- カモン・ヘブン! - Kingdom Come
- セクシー・ビースト - Sexy Beast
- ディープ・エンド - The Deep End
- ウェイキング・ライフ - Waking Life

2002年
- だめんず・コップ - Super Troopers
- Kissingジェシカ - Kissing Jessica Stein
- グッド・ガール - The Good Girl
- ストーカー - One Hour Photo
- バンガー・シスターズ - The Banger Sisters
- ブラウン・シュガー - Brown Sugar
- ベッカムに恋して - Bend It Like Beckham
- スパニッシュ・アパートメント - L'auberge Espagnole
- イン・アメリカ/三つの小さな願いごと - In America
- アントワン・フィッシャー きみの帰る場所 - Antwone Fisher
- 28日後... - 28 Days Later

2003年
- ギャンブル・プレイ - The Good Thief
- ダンス　オブ　テロリスト - The Dancer Upstairs
- ガレージ・デイズ - Garage Days
- カマキリな女 - La hija del caníbal
- サーティーン あの頃欲しかった愛のこと - Thirteen
- ル・ディヴォース/パリに恋して - Le Divorce

2004年
- ドリーマーズ - The Dreamers
- 終わりで始まりの4日間 - Garden State
- ジョンソン一家のババババケーション - Johnson Family Vacation
- ナポレオン・ダイナマイト - Napoleon Dynamite
- 二重誘拐 - The Clearing
- ネバー・ダイ・アローン - Never Die Alone
- ミステリー・ツアー - Club Dread
- ナイト・ウォッチ - Night Watch
- 愛についてのキンゼイ・レポート - Kinsey
- ハッカビーズ - I ♥ Huckabees
- サイドウェイ - Sideways
- メリンダとメリンダ - Melinda and Melinda
- ミリオンズ - Millions

2005年
- とらわれの水 - Water
- 四角い恋愛関係 - Imagine Me & You
- 孤独な嘘 - Separate Lies
- ロール・バウンス - Roll Bounce
- 綴り字のシーズン - Bee Season
- リンガー! 替え玉★選手権 - The Ringer
- サンキュー・スモーキング - Thank You for Smoking

2006年
- デイ・ウォッチ - Day Watch
- リトル・ミス・サンシャイン - Little Miss Sunshine
- NOセックス、NOライフ! - Trust the Man
- ヒルズ・ハブ・アイズ - The Hills Have Eyes
- ファット・ガール 愛はサイズを超える - Phat Girlz
- コンフェッティ 仰天!結婚コンテスト - Confetti
- ファーストフード・ネイション - Fast Food Nation
- ラストキング・オブ・スコットランド - The Last King of Scotland
- その名にちなんで - The Namesake
- ヒストリーボーイズ -  The History Boys
- あるスキャンダルの覚え書き - Notes On A Scandal

2007年
- ジョシュア 悪を呼ぶ少年 - Joshua
- マイ・ライフ、マイ・ファミリー - The Savages
- ONCE ダブリンの街角で - Once
- ウェイトレス 〜おいしい人生のつくりかた - Waitress
- セックス・アンド・ザ・バディ - I Think I Love My Wife
- サンシャイン 2057 - Sunshine
- 28週後... - 28 Weeks Later
- 同じ月を見ている - La Misma Luna (Under the Same Moon)
- ダージリン急行 - The Darjeeling Limited
- JUNO/ジュノ - Juno

2008年
- ヤング@ハート - Young@Heart
- セックス・クラブ - Choke
- フェイク シティ ある男のルール - Street Kings
- スラムドッグ$ミリオネア - Slumdog Millionaire
- レスラー - The Wrestler
- リリィ、はちみつ色の秘密 - The Secret Life of Bees

2009年
- ノトーリアス・B.I.G. - Notorious
- (500)日のサマー - 500 Days of Summer
- お願い!プレイメイト - Miss March
- 恋する宇宙 - Adam
- ローラーガールズ・ダイアリー - Whip It
- アメリア 永遠の翼 - Amelia
- Mr.ゴールデン・ボール/ 史上最低の盗作ウォーズ - Gentlemen Broncos
- クレイジー・ハート - Crazy Heart

2010年
- 僕の大切な人と、そのクソガキ - Cyrus
- マイネーム・イズ・ハーン - My Name Is Khan
- マイファミリー・ウェディング - Our Family Wedding
- 恋のスラムダンク - Just Wright
- ブラック・スワン - Black Swan
- わたしを離さないで - Never Let Me Go
- 127時間 - 127 Hours
- ディア・ブラザー - Conviction

2011年
- WIN WIN ダメ男とダメ少年の最高の日々 - Win Win
- Dum Maaro Dum
- アナザー プラネット - Another Earth
- マーサ、あるいはマーシー・メイ - Martha Marcy May Marlene
- 最低で最高のサリー - The Art of Gettinng By
- 雪花と秘文字の扇 - Snow Flower and the Secret Fan
- バッドトリップ! 消えたNO.1セールスマンと史上最悪の代理出張 - Cedar Rapids
- ツリー・オブ・ライフ - The Tree of Life
- ファミリー・ツリー - The Descendants
- SHAME -シェイム- - Shame
- マーガレット - Margaret
- マリーゴールド・ホテルで会いましょう - The Best Exotic Marigold Hotel

2012年
- Sound of My Voice
- ハッシュパピー 〜バスタブ島の少女〜 - Beasts of the Southern Wild
- セッションズ - The Sessions
- 29歳からの恋とセックス - Lola Versus
- ルビー・スパークス - Ruby Sparks
- ヒッチコック - Hitchcock
- ザ・ドゥ＝デカ＝ペンタスロン - The Do-Deca-Pentathlon

2013年
- ザ・イースト - The East
- イノセント・ガーデン - Stoker
- プールサイド・デイズ - The Way, Way Back
- トランス - Trance
- それでも夜は明ける - 12 Years a Slave
- おとなの恋には嘘がある - Enough Said
- 30日の婚活トラベル - Baggage Claim
- クリスマスの贈り物 - Black Nativity

2014年
- アイ・オリジンズ - I Origins
- ベル ある伯爵令嬢の恋 - Belle
- ある神父の希望と絶望の7日間 - Calvary
- グランド・ブダペスト・ホテル - The Grand Budapest Hotel
- 名もなき塀の中の王 - Starred Up
- ドム・ヘミングウェイ - Dom Hemingway
- クライム・ヒート - The Drop
- バードマン あるいは（無知がもたらす予期せぬ奇跡） - Birdman or (The Unexpected Virtue of Ignorance)
- わたしに会うまでの1600キロ - Wild

2015年
- マリーゴールド・ホテル 幸せへの第二章 - The Second Best Exotic Marigold Hotel
- トゥルーストーリー - True Story
- 遥か群衆を離れて - Far From the Madding Crowd
- ミストレス・アメリカ - Mistress America
- わたしはマララ - He Named Me Malala
- ぼくとアールと彼女のさよなら - Me and Earl and the Dying Girl
- ブルックリン - Brooklyn
- グランドフィナーレ - Youth
- 胸騒ぎのシチリア - A Bigger Splash

2016年
- バース・オブ・ネイション - The Birth of a Nation
- 雨の日は会えない、晴れた日は君を想う - Demolition
- ジャッキー/ファーストレディ 最後の使命 - Jackie
- ザッツ・ファビュラス! - Absolutely Fabulous: The Movie

2017年
- A United Kingdom
- ウェディング・テーブル - Table 19
- ウィルソン - Wilson
- gifted/ギフテッド - gifted
- レイチェル - My Cousin Rachel
- STEP
- パティ・ケイク$ - Patti Cake$
- バトル・オブ・ザ・セクシーズ - Battle of the Sexes
- グッバイ・クリストファー・ロビン - Goodbye Christopher Robin
- スリー・ビルボード - Three Billboards Outside Ebbing, Missouri
- シェイプ・オブ・ウォーター - The Shape of Water

2018年
- 犬ヶ島 - Isle of Dogs
- だめんず・コップ2 - Super Troopers 2
- ある女流作家の罪と罰 - Can You Ever Forgive Me?
- さらば愛しきアウトロー - The Old Man and the Gun
- 女王陛下のお気に入り - The Favourite

2019年
- モーガン夫人の秘密 - The Aftermath
- トールキン 旅のはじまり - Tolkien
- レディ・オア・ノット - Ready or Not
- ルーシー・イン・ザ・スカイ - Lucy In the Sky
- ジョジョ・ラビット - Jojo Rabbit
- 名もなき生涯 - A Hidden Life

2020年
- ダウンヒル - Downhill
- どん底作家の人生に幸あれ! - The Personal History of David Copperfield

2021年
- ノマドランド - Nomadland
- サマー・オブ・ソウル（あるいは、革命がテレビ放映されなかった時） - Summer of Soul (...Or, When the Revolution Could Not Be Televised)
- ナイト・ハウス - The Night House
- タミー・フェイの瞳 - The Eyes of Tammy Faye
- フレンチ・ディスパッチ ザ・リバティ、カンザス・イヴニング・サン別冊 - The French Dispatch of the Liberty, Kansas Evening Sun
- アントラーズ - Antlers
- ナイトメア・アリー - Nightmare Alley

2022年
- フレッシュ - Fresh
- ファイアー・アイランド - Fire Island
- ノット・オッケー! - Not Okay
- ウエスト・エンド殺人事件 - See How They Run
- イニシェリン島の精霊 - The Banshees of Inisherin
- ザ・メニュー - The Menu
- エンパイア・オブ・ライト - Empire of Light
- グッド・ラック・トゥ・ユー、レオ・グランデ -  Good Luck to You, Leo Grande

2023年
- ライ・レーン - Rye Lane
- ほぼノートルダム - Quasi
- シュヴァリエ - Chevalier
- フレーミングホット!チートス物語 - Flamin' Hot
- シアター・キャンプ - Theater Camp
- 哀れなるものたち Poor Things
- ネクスト・ゴール・ウィンズ - Next Goal Wins
- ラスト・リペア・ショップ - The Last Repair Shop
- 異人たち - All of Us Strangers

2024年
- サンコースト - Suncoast
- グレイテスト・ヒッツ - The Greatest Hits
- 憐れみの3章 - Kinds of Kindness
- アールズ・ダイナーのシュープリームス - The Supremes at Earl's All-You-Can-Eat
- ホールド・ユア・ブレス - Hold Your Breath
- リアル・ペイン〜心の旅〜 - A Real Pain
- ナイトビッチ - Nightbitch
- 名もなき者/A COMPLETE UNKNOWN - A Complete Unknown

2025年
- オデッサ - O'Dessa